# عصر فرمانروایان ۳: نسخه دفینیتیو
عصر فرمانروایان ۳: نسخه دفینیتیو (به انگلیسی: Age of Empires III: Definitive Edition) یک بازی ویدیوئی استراتژی هم‌زمان است که توسط تانتالوس مدیا و فورگاتن امپایرز توسعه یافته و به‌وسیلهٔ ایکس‌باکس گیم استودیوز به عنوان نسخهٔ بازسازی شده و برای جشن گرفتن پانزدهمین سالگرد بازی عصر فرمانروایان ۳ منتشر شده است. این بازی پس از بازسازی نسخه‌های پیشین مجموعه بازی‌های عصر فرمانروایان معرفی شد، که با نام‌های عصر فرمانروایان: نسخه دفینیتیو و عصر فرمانروایان ۲: نسخه دفینیتیو منتشر شده بودند.
عناصر اصلی گیم پلی به شدت به نسخه اصلی وابسته است، اما نسخه دفینیتیو بهبودهای قابل توجهی در تجریه تک‌نفره بازی پیدا کرده است. این نسخه شامل گرافیک ۴کی، بازسازی مدل‌های سه بعدی، بازسازی انیمیشن تخریب ساختمان‌ها، افزودن حالت تماشاگر، پشتیبانی از مودها، حالت چندنفره با سرورهای نو، نقشه‌های جدید، صداهای بازسازی شده و چند قطعه موسیقی جدید است. این بازی در ۱۵ اکتبر ۲۰۲۰، برای مایکروسافت ویندوز عرضه شد.

## گیم پلی
گیم پلی بازی در سناریوها و مرحله‌های خاص کمی متفاوت است ولی اکثر اوقات روند بازی ثابت است. در نسخه دفینیتیو بازی نسبت به نسخه قبل از خود پیشرفت چشمگیری کرده است.

### آغاز بازی
بازیکنان با یک مرکز شهر ساخته شده یا یک واگن (که بعداً مرکز شهر را می‌سازد) بازی را شروع می‌کنند. ابتدای بازی یک جستجوگر، راهب یا جنجگوی بومی و تعداد کمی از روستاییان در اختیار بازیکنان قرار می‌گیرند. بازیکنان نقشه را کاوش می‌کنند و شروع به جمع‌آوری منابع چوب، گوشت، سکه، کالای صادره (در تمدن‌های آسیایی) و اعتبار (در تمدن‌های آفریقایی) می‌کنند. منابع به دست آمده بعداً برای تمرین نیروها، ساخت ساختمان‌ها و تحقیقات مورد استفاده قرار می‌گیرد. اقداماتی مانند آموزش نیروها، ساخت ساختمان، کشتن واحدهای دشمن و غیره برای بازیکن «تجربه» را به دست می‌آورد. با افزایش تجربه، بازیکنان محموله‌هایی به دست می‌آورند. به ازای هر محموله بازیکن یک کارت را می‌تواند از شهر اصلی انتخاب کند. این کارت می‌تواند واحد نظامی یا اقتصادی، ارتقاء، منابع یا قدرت‌ها و پیشرفت‌های خاص باشد. بازی مانند اکثر بازی‌های استراتژی همزمان پیش می‌رود تا زمانی که یک طرف تسلیم شود.

### عصرها
در عصر فرمانروایان ۳: نسخه دفینیتیو بازیکن در «عصر» ها پیشرفت می‌کند. نام عصرها با توجه به دوران‌ها و وقایع تاریخی انتخاب شده است و بازیکنان با پیشرفت در آنها به ارتقاهای بزرگتر، نیروها و ساختمان‌های بیشتر دسترسی پیدا می‌کنند.
1. عصر اکتشاف (که نام آن برگرفته از اکتشاف قاره آمریکا توسط اروپایی‌ها است) شکوفایی اولیه اقتصاد در بازی است. اکثر بازی‌ها با این عصر آغاز می‌شوند ولی بازیکن معمولاً مدت زمان زیادی را در این عصر سپری نمی‌کند.
2. عصر تجارت (که نام آن برگرفته از گسترش اروپا به «دنیای جدید» است) واحدهای نظامی اولیه را باز می‌کند و دسترسی بازیکن به ساختمان‌های نظامی و اقتصادی را مهیا می‌کند
3. عصر دژ (که نام آن برگرفته از استحکامات مستعمرات اروپایی است) با باز شدن قفل ساختمان‌های نظامی بیشتر و ارتقاهای جدید به بازیکن اجازه می‌دهد ارتش کامل تری داشته باشد.
4. عصر صنعت اقتصادی قوی را آغاز می‌کند و به بازیکن دسترسی کامل به واحدهای نظامی و محموله‌های شهر مرکزی را می‌دهد.
5. عصر امپراتوری دسترسی تمام ساختمان‌ها و ارتقاها را به بازیکن می‌دهد و به بازیکن این امکان را می‌دهد که برای بار دوم از تمام محموله‌های شهر اصلی استفاده کند.

#### انقلاب
بازیکنان تمدن‌های اروپایی می‌توانند به جای پیشرفت به عصر امپراتوری، انقلاب کنند. در نسخه دفینیتیو بازیکنان با انقلاب صرفاً تمدن خود را عوض می‌کنند، در حالی که در عصر فرمانروایان ۳، انقلاب کردن به معنای پایان اقتصاد بازیکن بود. در نسخه پایه بازی جدید به جز تغییراتی که در انقلاب‌ها به وجود آمده، هشت انقلاب جدید نیز افزوده شده‌اند تا تعداد انقلاب‌ها به شانزده عدد برسد.

#### پیشرفت در عصرها
پیشرفت در عصرها برای تمدن‌های اروپایی با استفاده از سیاستمداران و برای تمدن‌های بومی آمریکا با اعضای شورای بزرگ در ساختمان تالار شهر در دسترس است. پیشرفت در عصرها برای تمدن‌های آفریقایی با اتحاد ممکن است. تمدن‌های آسیایی برای پیشرفت در عصرها «عجایب» می‌سازند.
- سیاستمداران: تمدن‌های اروپایی هنگامی که می‌خواهند به عصر بعدی پیشرفت کنند، از میان دو یا چند "سیاستمدار" یکی را انتخاب می‌کنند. هر سیاستمدار قابلیت، منابع یا نیروهای مختلفی را در اختیار بازیکن قرار می‌دهد.
- اعضای شورای بزرگ: تمدن‌های بومی آمریکا هنگامی که می‌خواهند به عصر بعدی پیشرفت کنند، از میان دو یا چند "عضو شورای بزرگ " یکی را انتخاب می‌کنند. هر عضو شورای بزرگ قابلیت، منابع یا نیروهای مختلفی را در اختیار بازیکن قرار می‌دهد.
- اتحاد: تمدن‌های آفریقایی برای پیشرفت در عصرها به اتحاد با یک تمدن دیگر (معمولا آفریقایی) نیاز دارند. در صورت اتحاد با یک تمدن خاص به جز پیشرفت در عصر، دسترسی به یک یا چند ساختمان، نیرو یا قابلیت ویژه تمدن متحد شده باز می‌شود.
- عجایب: تمدن‌های آسیایی برای پیشرفت در عصرها «عجایب» مربوط به فرهنگ و تاریخ خود را می‌سازند.

| نام             | ویژگی عجایب/نیرویی که عجایب به بازیکن می‌دهد                                                           |
| تمدن چین        | تمدن چین                                                                                              |
| --------------- | --- |
| برج چینی        | به انتخاب بازیکن، در هر ثانیه مقداری از چوب، گوشت یا سکه تولید می‌کند.                                 |
| بتکده سفید      | مقدار زیادی به بازیکن تجربه می‌دهد و نیروی راهب را ۱۰۰٪ می‌افزاید.                                      |
| کاخ تابستانی    | هر چند وقت یکبار سواره نظام و پیاده‌نظام تولید می‌کند.                                                  |
| آکادمی کنفوسیوس | هر چند وقت یکبار نیروی توپخانه بومی (کلاغ پرواز کننده) تولید می‌کند.                                   |
| نیایشگاه آسمان  | به راهب توانایی ماورایی و توانایی شفا می‌دهد.                                                          |
| تمدن ژاپن       | |
| نیکو توشوگو     | یک معبد بزرگ که بر جمعیت می‌افزاید و منابع جمع می‌کند؛ درست مانند معابدی که تمدن ژاپن آنها را می‌سازد.   |
| کوتوکو-این      | به بازیکن توانایی جاسوسی از رقیب را می‌دهد. بازیکن برای مدت محدودی می‌تواند هر چه حریف می‌بیند را ببیند. |
| کینکاکو-جی      | دسترسی به ارتقاهای جدید برای نیروهای توپخانه، سواره نظام و پیاده‌نظام را فراهم می‌کند.                  |
| شوگونیت         | سرعت تولید نیروها را زیاد می‌کند                                                                       |
| توری‌ئی          | مقدار زیادی به بازیکن تجربه می‌دهد                                                                     |
| تمدن هند        | |
| ویجایا استامبا  | به بازیکن توانایی الهام گرفتن را می‌دهد.                                                               |
| قلعه آگره       | نقش یک دژ را بازی می‌کند. نیرو تولید می‌کند و به نیروهای دشمن حمله می‌کند.                               |
| چهارمنار        | هر چند وقت یکبار نیروی انتخاب شده را تولید می‌کند.                                                     |
| کارنی ماتا      | از منابع موجود در محل ساخته شدنش استفاده می‌کند تا در هر ثانیه مقداری چوب، گوشت یا سکه تولید کند.      |
| تاج محل         | به بازیکن توانایی آتش‌بس را می‌دهد.                                                                     |

### تمدن‌ها
به جز وجود هر ۱۴ تمدن بازی قبل در نسخه پایه، عصر فرمانروایان ۳: نسخه دفینیتیو دو تمدن جدید اینکا و سوئد را معرفی می‌کند. با محاسبه ۶ تمدن جدید در ۴ بسته الحاقی منتشر شده تعداد تمدن‌ها به ۲۲ عدد می‌رسد. با انتشار بسته الحاقی بعدی این عدد به ۲۴ تمدن خواهد رسید.
| پرچم                                                     | نام                  | پایتخت               | فرمانروا             | توضیحات درون بازی |
| تمدن‌های پایه اروپایی                                     | تمدن‌های پایه اروپایی | تمدن‌های پایه اروپایی | تمدن‌های پایه اروپایی | تمدن‌های پایه اروپایی |
| -------------------------------------------------------- | -------------------- | -------------------- | -------------------- | --- |
|                                                          | اسپانیا              | سویل                 | ملکه ایزابلا         | اسپانیایی‌ها یکی از بزرگ‌ترین استعمارگران آمریکای شمالی و جنوبی بودند و به دلیل به دست آوردن ثروت زیادی از مستعمرات در طول قرن هفدهم شهرت داشتند. در حالی که اسپانیا عمدتاً بر آمریکای جنوبی متمرکز بود، تحولات اروپا اغلب آن را درگیر امور دیگر کشورهای استعمارگر می‌کرد.                                   |
|                                                          | بریتانیا             | لندن                 | ملکه الیزابت         | در دنیای جدید، بریتانیایی‌ها یکی از قدرتمندترین استعمارگران بودند که چندین قدرت اروپایی را شکست دادند. آنها در نهایت سیزده مستعمره ایجاد کردند که بعداً علیه امپراتوری بریتانیا شورش کردند و ایالات متحده آمریکا را تشکیل دادند.                                                                           |
| Proposed flag of Île-de-France                           | فرانسه               | پاریس                | ناپلئون بناپارت      | نوادگان فرانک‌ها که در مناطقی در فرانسه ساکن بودند. فرانسوی‌ها تا اواخر دهه ۱۷۰۰ مناطق وسیعی را در دنیای جدید در اختیار داشتند. آنها از انقلاب آمریکا پس از نبرد ساراتوگا در سال ۱۷۷۷ حمایت کردند. |
|                                                          | پرتغال               | لیسبون               | هنری دریانورد        | امپراتوری پرتغال یک امپراتوری جهانی بود که از ملت اروپایی پرتغال سرچشمه می‌گرفت و دارای مستعمرات متعدد در خارج از کشور بود. در دنیای جدید، پرتغالی‌ها تا سال ۱۸۲۲ بر بخش‌های شرقی آمریکای جنوبی که امروزه به نام برزیل شناخته می‌شود، کنترل مقدار زیادی زمین را در دست داشتند.                               |
| Prinsenvlag                                              | هلند                 | آمستردام             | ماوریتس از ناسائو    | هلندی‌ها که جایگزین اسپانیایی‌ها به‌عنوان ثروتمندترین ملت در قرن هجدهم شدند، یکی از حامیان کلیدی مدیریت منابع و سود به‌دست‌آمده از آمریکای شمالی و جنوبی استعماری بودند. |
| Flag of Russia                                           | روسیه                | سنت پترزبورگ         | ایوان مخوف           | معروف به دستاوردهای نظامی و توسعه سریع خود، روسیه یک کشور قوی نظامی بود. روسیه از آلاسکای کنونی به سمت شمال کالیفرنیا گسترش یافت، اما اسکان اسپانیایی‌ها در آن مکان‌ها، مهاجران تأمین نشده را مجبور کرد به آلاسکا برگردند.                                                                                 |
| Banner of the Holy Roman Emperor with haloes (1430-1806) | آلمان                | برلین                | فریدریش کبیر         | در دنیای جدید، آلمانی‌ها در دهه ۱۵۰۰ بر سرزمین‌هایی در آمریکای جنوبی مانند ونزوئلا حکومت می‌کردند. این حکومت عمر کوتاهی داشت تا اینکه در اواخر دهه ۱۸۰۰ توانستند با موفقیت استعمارگر شوند. |
| Flag of the Ottoman Empire (1844–1922)                   | عثمانی               | استانبول             | سلیمان اعظم          | امپراتوری عثمانی که در موقعیت برتر بین اروپا و آسیا قرار داشت، محل پیشرفت‌های تکنولوژیکی و نظامی‌گری بود. آنها نفوذ زیادی بر اروپای شرقی داشتند و تا زمانی که مسیر اطراف آفریقا کشف شد، مسیر اصلی تجاری به آسیا را در اختیار داشتند.                                                                       |
| Flag of Sweden                                           | سوئد                 | استکهلم              | گوستاو آدولف         | امپراتوری سوئد با نوآوری در تاکتیک‌های نظامی و لجستیک به یکی از بزرگ‌ترین امپراتوری‌های اروپا تبدیل شد. توپخانه و سواره نظام آنها بر میدان‌های نبرد-به ویژه در طول جنگ سی ساله- تسلط داشت. با وجود جمعیت نسبتاً کم، سوئدی‌ها برخی از بزرگ‌ترین ارتش‌های اروپا را تا حدودی از طریق استخدام مزدوران به کار گرفتند. |
| تمدن‌های پایه بومی آمریکا                                 |                      |                      |                      | |
| Logo der Azteken AoE III                                 | آزتک                 | تنوچتیتلان           | کواچتموک             | آزتک‌ها (مکزیک کنونی) یک کشور قدرتمند آمریکای مرکزی بودند که به دلیل تسخیر همسایگان خود به خوبی شناخته شده بودند. قدرت آنها در تنوچتیتلان (مکزیکوسیتیامروزی) متمرکز بود. |
| Logo der Irokesen AoE III                                | هودنوسانی (ایروکوا)  | کواگهناواگا          | هیاواثا              | هودنوسانی‌ها یک تمدن بومی آمریکا بودند که در قسمت شمال شرقی آمریکای شمالی رشد کرد. قانون کنفدراسیون حفظ صلح با همه اعضا بود و در برابر دشمن، آنها یک نیروی متحد قوی بودند. |
| Pine Ridge Flag                                          | لاکوتا (سو)          | شورای بزرگ           | رئیس قبیله گال       | لاکوتاها سرزمین‌های بزرگی را در آمریکای شمالی اشغال کردند و همچنین با تبدیل شدن به شکارچیان ماهر بوفالو، فرهنگ «دشت‌های بزرگ» را از همسایگان خود را جذب کردند. |
| Banner of the Qulla Suyu                                 | اینکا                | کوسکو                | هواینا کاپاک         | یک امپراتوری وسیع آمریکای جنوبی که به خاطر قدرت دیوارها و مدیریت هوشمندش شناخته شده است. |
| تمدن‌های پایه آسیایی                                      |                      |                      |                      | |
| Flag of China (1889–1912)                                | چین                  | پکن                  | کانگ شی              | دودمان چینگ به عنوان پنجمین امپراتوری بزرگ تاریخ جهان شناخته می‌شد. چینی‌ها «بنرها»، واحدهای اجتماعی نظامی که شامل واحدهای مانچو، هان و مغول بودند، سازماندهی کرده بودند. |
| Bandera shogunato tokugawa                               | ژاپن                 | ادو                  | توکوگاوا ایه‌یاسو     | نوادگان تمدن یاماتو که در جزیره ژاپن و سایر نقاط آسیا در شرق دور زندگی می‌کردند. تمدن ژاپن اکنون تحت حکومت شوگون‌سالاری توکوگاوا قرار دارد که کشور را متحد کرد. |
| Fictional flag of the Mughal Empire                      | هند                  | دهلی                 | اکبر بزرگ            | امپراتوری ماغول یک امپراتوری مدرن در جنوب آسیا بود. این کشور به عنوان یکی از بزرگ‌ترین امپراتوری‌ها در تاریخ جنوب آسیا شناخته می‌شد. |

## بازی تک نفره

گیم پلی عصر فرمانروایان ۳: نسخه دفینیتیو

عصر فرمانروایان ۳: نسخه دفینیتیو به جز گیم مودهایی که در بازی قبل قابل دسترسی بودند، دو گیم مود جدید «هنر جنگ» و «نبردهای تاریخی» را مانند عصر فرمانروایان ۲: نسخه دفینیتیو به بازی اضافه کرده است.

### بخش آموزشی
بخش آموزشی (انگلیسی: tutorial)، مقدمات اولیه بازی را مانند حرکت دادن نیروها، حرکت دادن صفحه، کاوش کردن، جمع‌آوری منابع و غیره را به همراه مقدمات جنگ و اقتصاد به بازیکن یاد می‌دهد.

### هنر جنگ
هنر جنگ (انگلیسی: Art of War) مجموعه‌ای از ۱۰ چالش با محدودیت زمانی برای بازیکنان مبتدی است که سعی در تکمیل آموزش آنها دارد و موجب افزایش سرعت یادگیری بازیکنان می‌شود. نحوه پیروزی در هر مرحله، بسته به نوع چالش آن متفاوت است ولی به‌طور کلی، دریافت مدال طلایی به معنای پیروزی در آن مرحله است.

### جنگ جزئی
جنگ جزئی (انگلیسی: Skirmish)، بازی تک نفره بازیکن با ۱ تا ۷ تمدن دیگر است که توسط هوش مصنوعی اداره می‌شوند. هوش مصنوعی بازی بهبود یافته و سطح دشواری «افراطی» به جنگ جزئی اضافه شده است. هوش مصنوعی اکنون مدیریت دقیق تری بر بازی دارد، می‌تواند نقشه خوانی دقیق تری کند، نیروهای رقیب را آنالیز کند، ترکیب بهتری از نیروها انتخاب کند و شبیخون بزند.

## گسترش
گسترش بازی بعد از انتشار عصر فرمانروایان ۲: نسخه دفینیتیو آغاز شد تا بعد از ۱۳ سال محتوای جدیدی برای عصر فرمانروایان ۳ منتشر شود.

### بسته‌های الحاقی
برای نسخه دفینیتیو تا کنون ۴ بسته الحاقی منتشر شده است. دودمان‌های آسیا و فرماندهان نبرد که بسته‌های الحاقی بازی قبل بودند نیز، بدون نیاز به خرید در بازی اصلی حضور دارند.
| نام                      | تاریخ معرفی    | تاریخ انتشار  | توضیحات |
| منتشر شده                | منتشر شده      | منتشر شده     | منتشر شده |
| ------------------------ | -------------- | ------------- | --- |
| تمدن ایالات متحده آمریکا | ۱۰ آوریل ۲۰۲۱  | ۱۳ آوریل ۲۰۲۱ | بسته الحاقی تمدن ایالات متحده آمریکا، تمدن آمریکا را به بازی اضافه کرد. برای مدت محدودی، بازیکنان می‌توانستند با تکمیل ۵۰ چالش که هر کدام حول یکی از ایالات آمریکا بود، آن را به صورت رایگان دریافت کنند.                                   |
| رویال‌های آفریقا          | ۲۰ ژوئیه ۲۰۲۱  | ۲ اوت ۲۰۲۱    | بسته الحاقی رویال‌های آفریقا، دو تمدن جدید، اتیوپی و هوسه، سه نبرد تاریخی جدید، ۱۵ نقشه جدید، ۵ تمدن بومی آفریقایی قابل اتحاد و ۱۱ دستاورد را اضافه می‌کند.                                                                                  |
| تمدن مکزیک               | ۲۲ نوامبر ۲۰۲۱ | ۱ دسامبر ۲۰۲۱ | بسته الحاقی تمدن مکزیک، تمدن مکزیک را به بازی اضافه کرد. علاوه بر تمدن جدید، چندین نبرد تاریخی با محوریت تمدن مکزیک و تمدن ایالات متحده به بازی اضافه شد. این بسته ۱۰ دستاورد جدید و محتوای اضافی برای تمدن آمریکا را در پی داشت.          |
| شوالیه‌های مدیترانه       | ۱۲ مه ۲۰۲۲     | ۲۶ مه ۲۰۲۲    | بسته الحاقی شوالیه‌های مدیترانه، دو تمدن ایتالیا و مالت (شوالیه‌های سنت جان) را اضافه کرد. همچنین ۳۰ نقشه جدید، ۹ تمدن جزئی جدید به نام خانه‌های سلطنتی، ۸ نبرد تاریخی، دو حالت بازی جدید (دیپلماسی و تایکون) و ۲۵ دستاورد جدید را اضافه کرد. |
| منتشر نشده               |                |               | |
| اعلام خواهد شد           | ۲۷ فوریه ۲۰۲۴  | اواخر ۲۰۲۴    | بسته الحاقی پنجم، دو تمدن دانمارک و مشترک‌المنافع لهستان–لیتوانی را به بازی اضافه می‌کند. جزئیات بیشتر هنوز اعلام نشده‌اند |

### مودها
مودهای سوم شخص زیادی برای عصر فرمانروایان ۳: نسخه دفینیتیو منتشر شده است.بسیاری از مودهایی که برای بازی پیشین منتشر شده بودند، برای نسخه دفینیتیو بازسازی شدند.

## انتشار
۲۱ اوت ۲۰۱۷ در گیمزکام، مایکروسافت عصر فرمانروایان ۳: نسخه دفینیتیو را معرفی کرد.در ۲۷ اوت ۲۰۲۰، مایکروسافت تریلر نهایی را در گیمزکام منتشر کرد.در ۱۵ اکتبر ۲۰۲۰ این بازی در استیم، مایکروسافت استور و ایکس باکس گیم پس منتشر شد.

## بازخوردها
| گردآورنده | امتیاز |
| --------- | ------ |
| متاکریتیک | ۷۵/۱۰۰ |

| ناشر                     | امتیاز |
| ------------------------ | ------ |
| آی‌جی‌ان                   | ۶/۱۰   |
| پی‌سی گیمر (ایالات متحده) | ۷۰/۱۰۰ |
| پی‌سی‌گیمزان               | ۷/۱۰   |

بر اساس بازبینی جمعی متاکریتیک ، بازی عصر فرمانروایان ۳: نسخه دفینیتیو با نمره ۷۵/۱۰۰ از ۴۶ نقد، امتیاز «به‌طور کلی مطلوب» را دریافت کرد.
بازبینی تک نفره وبگاه آی‌جی‌ان تغییرات گرافیکی بازی را خوب ارزیابی کرد اما از حرکت‌های عجیب هوش مصنوعی بازی ایراد گرفت.
وبگاه پی‌سی گیمر نیز پیشرفت‌های بصری بازی را ستود اما انتقاد کرد که «عصر فرمانروایان ۳: نسخه دفینیتیو در سایه بازی قبلی گیر کرده است».
پی‌سی‌گیمزان نیز بازی را «نه عالی بلکه کار راه انداز» توصیف کرد و از کمبود پیشرفت‌های غیر بصری بازی انتقاد کرد.هرچند بعداً در مطلبی جداگانه به علت بروزرسانی‌های جدید بازی انتقادی را که از هوش مصنوعی کرده بود پس گرفت.